# Symphyloxiphus varians
Symphyloxiphus varians är en insektsart som beskrevs av Morgan Hebard 1932. Symphyloxiphus varians ingår i släktet Symphyloxiphus och familjen syrsor. Inga underarter finns listade i Catalogue of Life.